# Abraham Varón Valencia
Abraham Varón Valencia (Honda, 11 de noviembre de 1920 - Bogotá, 24 de junio de 2005) fue un militar colombiano, que se desempeñó como Ministro de Defensa entre 1974 y 1978. 
En el ejército también sirvió como comandante de la Brigada de Institutos Militares, inspector general de las Fuerzas Militares, jefe del Estado Mayor Conjunto de las Fuerzas Militares y comandante del Ejército Nacional.  
Así mismo, recibió múltiples condecoraciones, entre ellas la Orden de Boyacá, en el grado Gran Cruz, la Orden de Mérito Militar Antonio Nariño, la Orden de Mérito Militar José María Córdova y la Medalla Militar Francisco José de Caldas. Tras retirarse del ejército se desempeñó como Embajador en Chile.

## Biografía
Nació en Honda, Tolima, en noviembre de 1920, en la hacienda de su familia acomodada, en la que permaneció algunos años. Luego se trasladó con su familia a Venadillo, y finalmente se radicó en Ibagué, en 1931.
Varón estudió su primeria en la escuela de los maristas en Ibagué, siendo promovido dos cursos por su adelantado desarrollo académico, hasta que comenzó su carrera militar en 1937 cuando, a la edad de 16 años, ingresó a la Escuela Militar de Cadetes General José María Córdova, de donde se graduó el 13 de diciembre de 1940 con el grado de Subteniente.
A lo largo de su carrera se desempeñó como Director de la Escuela Superior de Guerra y de la Escuela Militar de Cadetes; durante su gestión en esta última abrió el Centro de Estudios Universitarios en 1963.

### Comandante de las Fuerzas Militares de Colombia (1970-1974)
Entre agosto de 1970 y agosto de 1974 se desempeñó como Comandante de las Fuerzas Militares de Colombia. En 1971, siendo comandante de las Fuerzas Armadas, declaró que "Los grupos guerrilleros de la República de Marquetalia no llegan a 200".
También estando en aquel cargo se le encargó sucesivamente, por parte del presidente Misael Pastrana Borrero, del Ministerio de Defensa, específicamente el 27 de mayo, el 21 de junio y el 10 de septiembre de 1971; el 28 de junio de 1972; el 19 de julio de 1973, el 25 de septiembre de 1973 y el 2 de mayo de 1974.

### Ministro de Defensa de Colombia (1974-1978)
El 7 de agosto de 1974 fue llamado por el recién posesionado presidente Alfonso López Michelsen para ocupar el Ministerio de Defensa de Colombia, siendo el militar de mayor rango y antigüedad de la institución. 
Durante su mandato se creó el Centro de Investigaciones Criminológicas de la Policía Nacional y el Grupo de Operaciones Especiales, se inauguró la Biblioteca Central de las Fuerzas Militares, se reactivó el Batallón Miguel Antonio Caro para graduar militares de reserva, se creó el Comando Unificado del Sur para combatir a los subversivos del sur del país y se permitió la incorporación de mujeres a las Fuerza Pública.
En 1975, destituyó a varios militares de alto rango, entre ellos el Comandante del Ejército Nacional Álvaro Valencia Tovar y a Gabriel Puyana García, por desacuerdos con ellos. Tanto durante su mandato como Comandante de las Fuerzas Armadas como en el Ministerio de Defensa, Varón Valencia restó importancia a los movimientos guerrilleros y la agudización del conflicto armado, el cual estalló fuertemente apenas dejó el Ministerio. El 7 de agosto de 1978, entregó el ministerio y con ello solicitó su retiro voluntario.

### Embajador de Colombia en Chile (1978-1981)
Una vez posesionado el nuevo presidente, Julio César Turbay, Varón fue enviado como embajador a Chile, presentando credenciales ante el general Augusto Pinochet. Su esposa resaltó en la sociedad chilena porque promovió una asociación de otras esposas de diplomáticos, con enfoque social. Varón mantuvo a Colombia alineada a la política exterior de Chile, hasta su salida de la embajada en 1981.
A su regreso a Colombia, Varón volvió a su hacienda familiar, donde se dedicó a las labores agrícolas. Murió en Bogotá el 24 de junio de 2005 a los 84 años, siendo enterrado en la misma ciudad el 26 de junio.

## Controversias
Posterior a su muerte, se conoció gracias a documentos secretos desclasificados, que fueron hechos públicos el 16 de abril de 2024, que el gobierno estadounidense de Jimmy Carter tenía documentos que le permitían tener una certeza de que Varón Valencia se beneficiaba del negocio del narcotráfico junto a otros dos altos mandos del gobierno López, el entonces ministro de trabajo Óscar Montoya Montoya, y el coronel Humberto Cardona Orozco; además del hijo del entonces presidente López, Alfonso López Caballero, y del entonces candidato presidencial Julio César Turbay, por medio de su sobrino Aníbal Turbay Bernal, quien era el prometido de la periodista y modelo, Virginia Vallejo García. Declaraciones de este tipo salieron a la luz en 2006, cuando Vallejo publicó su libro Amando a Pablo, Odiando a Escobar, best seller en Estados Unidos y Colombia.